# Олењаја Губа
Олењаја Губа (рус. Оленья Губа) насељено је место на крајњем северозападу европског дела Руске Федерације. Налази се на крајњем северу Мурманске области и административно припада њеном Александровском округу.
У насељу се налази војна база Северне флоте Ратне морнарице Русије.

## Географија
Насеље Олењаја Губа налази се на северу Мурманске области, на око 4 km јужније од града Гаџијева и лежи на јужној обали истоименог залива Кољског залива Баренцовог мора. На неких 5 km у смеру југозапада налази се град Снежногорск, док је три километра источније град Пољарни.

## Историја
У писаним изворима насељено место Олењаја Губа (у дословном преводу Залив Ирваса) први пут се помиње у једном документу извршног комитета локалног радничког совјета од 3. маја 1920. године и тај датум се узима као дан званичног оснивања насеља. Од оснивања па до краја тридесетих година прошлог века насеље је егзистирало као насеобина у којој је примарна делатност била риболов и узгој ирваса.
Након оснивања Северне флоте Совјетске ратне морнарице крајем 1930-их Олењаја Губа, захваљујући свом повољном географском положају и природној луци са дубином воде и до 60 метара, постаје важан лучки центар. Саграђено је лучко пристаниште за подморнице, касарне, војна болница, складиште оружја и други пратећи војни објекти.
Током Великог отаџбинског рата у олењакој луци налазила се дивизија малих торпедних бродова који су учествовали у биткама против немачких бродова и подморница. Након рата у селу су се налазили искључиво војни објекти и приступ цивилима је био онемогућен, а цивилно становништво је пресељено у оближње село Шчитоваја (неколико километара западније) на чијем месту је касније саграђено бродоградилиште и ремотни завод за совјетске нуклеарне подморнице „СРЗ Нерпа”. У периоду 1955−1958. у Олењегупску луку је са Балтика пресељена дивизија дизелских подморница, а током 1970-их Олењаја Губа је постала једна од главних база флотиле совјетских нуклеарних подморница.
Од 2013. у овој луци се налази стационирана нуклеарна подморница БС-136 Оренбург те дивизија лаких торпедних бродова.

## Демографија
Према подацима са пописа становништва обављеног 2010. године у насељу је тада живео 1.661 становник, а већину становништва чинило је војно особље.